# 田中亀之助
田中 亀之助（たなか かめのすけ、1866年6月5日（慶応2年4月22日） - 1933年（昭和8年）8月20日）は、明治から昭和時代初期の政治家、実業家。発明家。新聞経営者。衆議院議員（1期）。神奈川県橘樹郡川崎町長。旧姓は島田。

## 経歴
川崎六郷橋の料亭・島田五兵衛の四男として生まれ、1886年（明治19年）11月、田中嘉衛門の養嗣子となる。村会議員、郡会議員、川崎町助役などを経て、1897年（明治30年）川崎町長に就任した。1899年（明治32年）9月、神奈川県会議員に当選し、1932年（昭和7年）までの間4期務め、県参事会員、副議長も歴任した。1908年（明治41年）5月の第10回衆議院議員総選挙では神奈川県郡部から立憲政友会所属で出馬し当選。衆議院議員を1期務めた。川崎市の市制施行時には実行委員として河川改善、水道敷設などに尽くした。
ほか、実業界では明治莫大小取締役、後藤毛織監査役、京浜電気鉄道常務取締役、大師銀行監査役などを歴任した。そのほかに発明家として醤油醸造速成法、人造肥料製造法、特効除虫液製造法を発明し、新聞経営者として『東洋農報』を発刊した。